# Güzeldje Kasim Paixà
Güzeldje Kasim Paixà (en turc modern Güzelce Kasım Paşa) fou governador i visir otomà en temps de Solimà el Magnífic. Fou sandjakbeg de Hamat vers el 1516 i va fer matar l'emir àrab rebel Ibn Hafsh. Després fou beglerbegi d'Anadolu. El 1523 va participar en l'expedició a Rodes i el 1525 va esdevenir governador d'Egipte, càrrec del qual fou destituït ràpidament; fou nomenat kapudan-i derya (cap de la flota) i el 1527 muhazif d'Istanbul. Després fou beglerbegi de Rumèlia i tercer visir (1530). Ocupava aquest càrrec quan va participar en el setge de Viena (1529); el 1535 fou enviat en expedició a l'Iraq. El 1537 fou revocat com a tercer visir i enviat de sandjakbeg a Morea fins que fou retirat el 1541 però no fou autoritzat a tornar a la capital. Va morir en data desconeguda després de 1552.